# Corydoras paucerna
Corydoras paucerna är en fiskart som beskrevs av Knaack 2004. Corydoras paucerna ingår i släktet Corydoras och familjen Callichthyidae. Inga underarter finns listade i Catalogue of Life.